# Aidomyia snyderi
Aidomyia snyderi är en tvåvingeart som beskrevs av James 1962. Aidomyia snyderi ingår i släktet Aidomyia och familjen vapenflugor. Inga underarter finns listade i Catalogue of Life.